# Montigny-le-Guesdier
Montigny-le-Guesdier – miejscowość i gmina we Francji, w regionie Île-de-France, w departamencie Sekwana i Marna.
Według danych na rok 1990 gminę zamieszkiwały 252 osoby, a gęstość zaludnienia wynosiła 32 osób/km² (wśród 1287 gmin regionu Île-de-France Montigny-le-Guesdier plasuje się na 957. miejscu pod względem liczby ludności, natomiast pod względem powierzchni na miejscu 495.).